# Apodemia mormo
Apodemia mormo är en fjärilsart som beskrevs av Felder 1859. Apodemia mormo ingår i släktet Apodemia och familjen Riodinidae. Inga underarter finns listade i Catalogue of Life.

## Bildgalleri

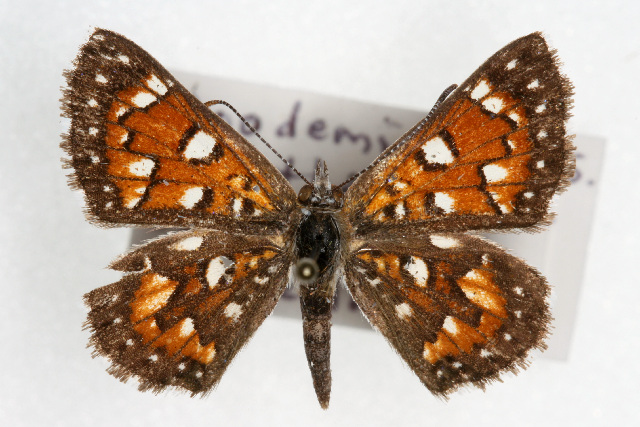
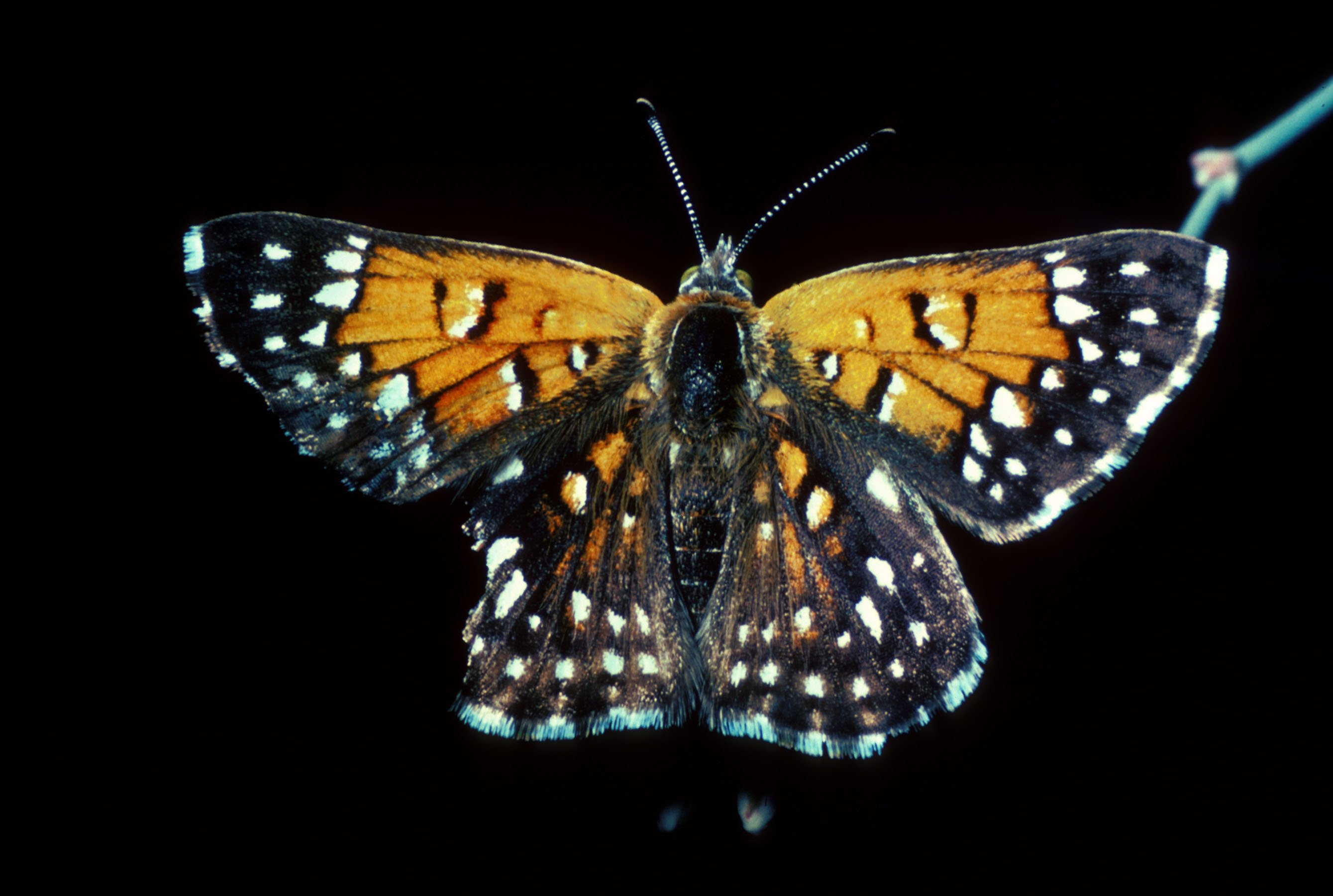
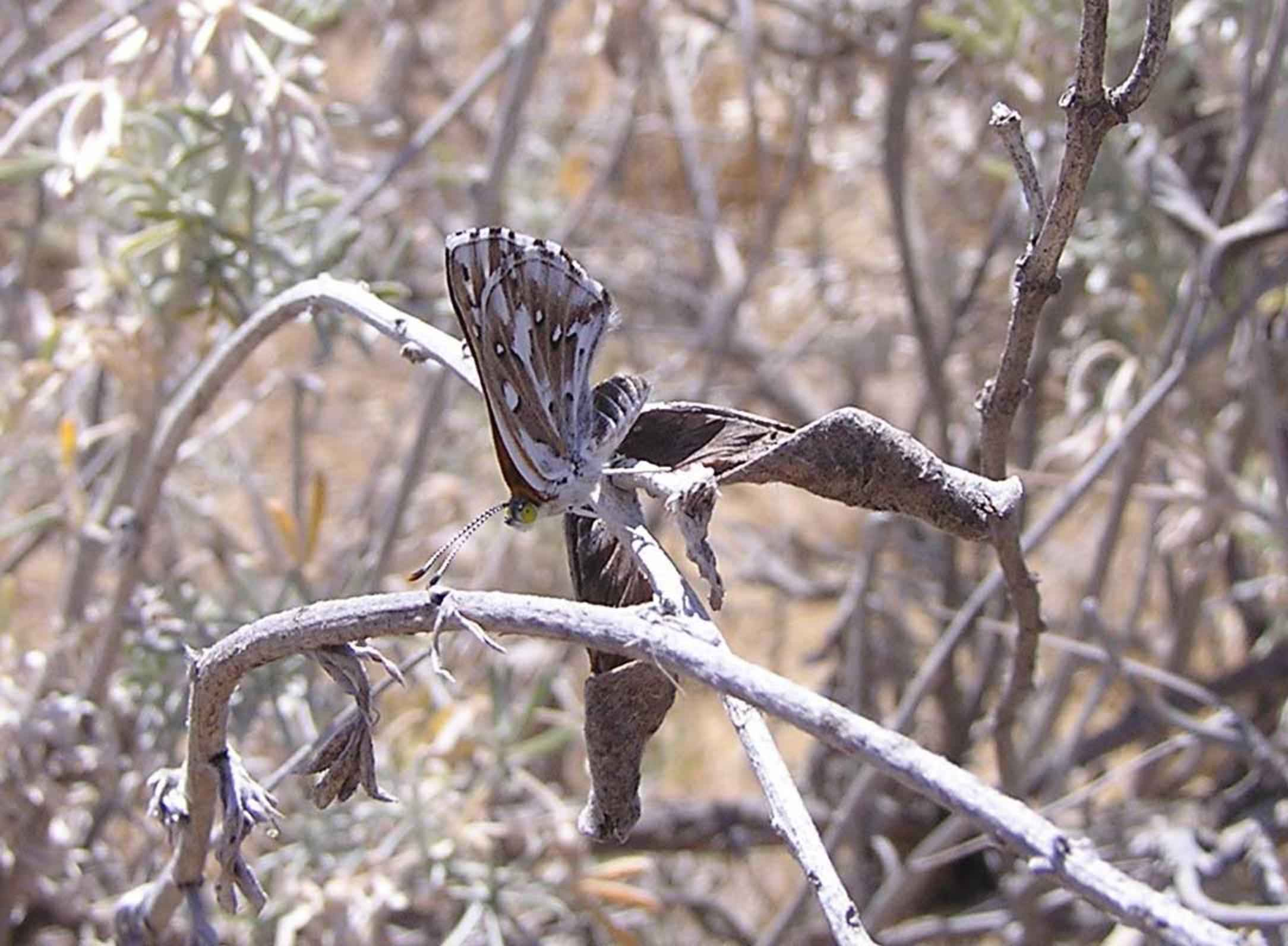
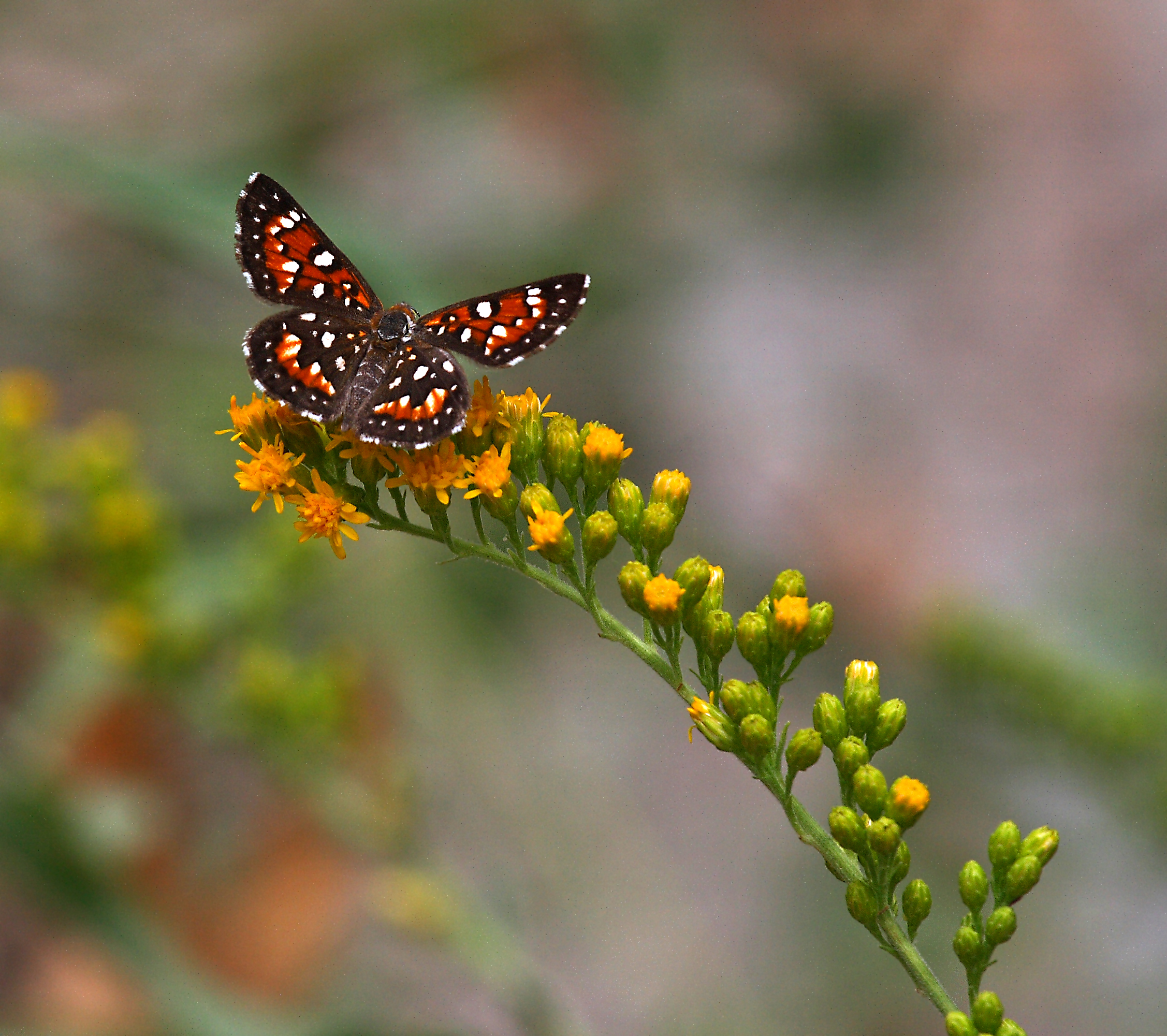
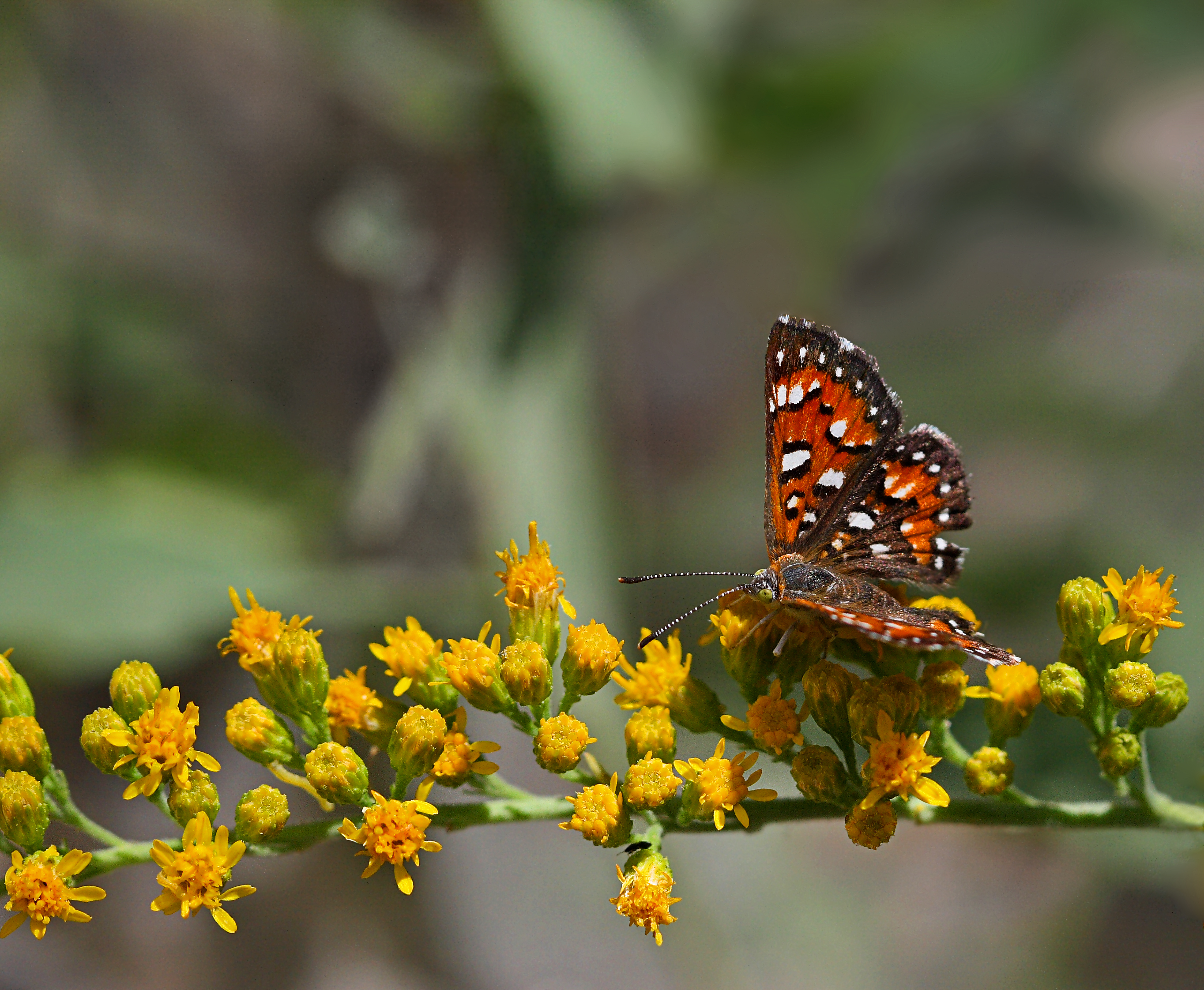